# Scorțeni (gmina w okręgu Prahova)
Scorțeni – gmina w Rumunii, w okręgu Prahova. Obejmuje miejscowości Bordenii Mari, Bordenii Mici, Mislea, Sârca i Scorțeni. W 2011 roku liczyła 5634 mieszkańców.